# Giovanni Maria Berengo
Giovanni Maria Berengo (Venezia, 6 luglio 1820 – Udine, 7 marzo 1896) è stato un arcivescovo cattolico italiano.

## Biografia

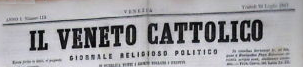
Testata del quotidiano Il Veneto cattolico (1867-1883).

Ordinato sacerdote nel 1843, nel 1867, poco dopo l'annessione del Veneto fondò Il Veneto cattolico, primo giornale dei cattolici veneti e friulani. Il giornale diede voce agli ambienti cattolici contrari al modernismo.
Nel 1877, alla morte del patriarca Giuseppe Luigi Trevisanato, tenne la reggenza provvisoria come vicario capitolare generale. L'anno successivo fu nominato vescovo di Adria, in seguito vescovo di Mantova (1879–1884) e arcivescovo metropolita di Udine. Giunto nella diocesi friulana, ebbe prima come vicario mons. Feruglio e successivamente don Francesco Isola, insegnante di diritto canonico in seminario.
Si ammalò nel luglio 1893, così gravemente che non poté più seguire i doveri episcopali, svolti in sua vece dal vescovo ausiliare Pier Antonio Antivari.
Morì il 7 marzo 1896.

## Genealogia episcopale
La genealogia episcopale è:
- Cardinale Scipione Rebiba
- Cardinale Giulio Antonio Santori
- Cardinale Girolamo Bernerio, O.P.
- Arcivescovo Galeazzo Sanvitale
- Cardinale Ludovico Ludovisi
- Cardinale Luigi Caetani
- Cardinale Ulderico Carpegna
- Cardinale Paluzzo Paluzzi Altieri degli Albertoni
- Papa Benedetto XIII
- Papa Benedetto XIV
- Papa Clemente XIII
- Cardinale Marcantonio Colonna
- Cardinale Giacinto Sigismondo Gerdil, B.
- Cardinale Giulio Maria della Somaglia
- Cardinale Carlo Odescalchi, S.I.
- Cardinale Fabio Maria Asquini
- Cardinale Giuseppe Luigi Trevisanato
- Cardinale Domenico Agostini
- Arcivescovo Giovanni Maria Berengo